# 今井杏太郎
今井 杏太郎（いまい きょうたろう、1928年3月27日 - 2012年6月27日）は、日本の俳人。本名は今井昭正（いまい・あきまさ）。
千葉県出身。旧制中学時代、一級上の大原テルカズに会い俳句に誘われる。1969年、田中午次郎の勧めで「鶴」入会、石塚友二に師事。1982年鶴賞受賞。1995年「鶴」退会、1997年「魚座」創刊、主宰。2000年、『海鳴り星』で第40回俳人協会賞受賞。2006年「魚座」終刊。句集に『麦稈帽子』（1986年）、『通草葛』（1992年）、『海鳴り星』（2000年）、『海の岬』（2005年）、『風の吹くころ』（2009年）などがある。2012年6月27日、肺炎のために死去。84歳没。
「呟けば俳句」を標榜し、「前にゐてうしろへゆきし蜻蛉かな」「ひまはりの種蒔きにゆく男たち」「老人と老人のゐる寒さかな」「みづうみの水がうごいてゐて春に」といった、最小限の内容をゆるやかな時間の中にとらえる独特の作品を発表した。平易な言葉を用いつつ、縁語・類語や同義語の同一句内での使用や、文語の中に口語を混ぜるといった、俳句のセオリーとしてはなかば禁じ手とされる方法をとらわれず用いる融通無碍な句風である。風、水をモチーフとすることが多く、しばしば作者自身であるところの「老人」が詠まれ、作品の根底にある「さびしさ」の感覚も指摘される。